# José María Plá
José María Plá Machado, né le 15 octobre 1794 à la « Bande orientale » et mort en 1869 à Montevideo, est un homme d'État uruguayen.
Il est le président de l’Uruguay du 15 février 1856 au 1er mars 1856.

## Biographie
Membre du Parti colorado, c'est un homme politique distinguée, qui a été sénateur du département de Maldonado.